# 雲龍亭雨花
雲龍亭 雨花（うんりゅうてい あめか、1980年1月16日 - ）は、落語芸術協会に所属する落語家。春雨や雷蔵門下の真打。

## 経歴
埼玉県出身。明治大学短期大学法律科卒業。
2008年1月、四代目春雨や雷蔵に入門、春雨や風子となる。2008年2月、浅草演芸ホールで初高座。演目は「転失気」。
2012年3月、二ツ目昇進。2013年2月、相模原若手落語家選手権：協賛賞を受賞。
2024年5月上席より、山遊亭くま八改メ四代目山遊亭金太郎、講談師の神田真紅改メ三代目松林伯知とともに真打に昇進し、雲龍亭雨花に改名した。

## 芸歴
- 2008年1月：四代目春雨や雷蔵に入門、春雨や風子となる。
- 2012年3月：二ツ目昇進。
- 2024年5月：真打昇進、雲龍亭雨花に改名。

## 人物
- 自称・落語界の芦田愛菜。
- 業界初シングルマザー入門。息子は真打昇進時20歳[3]。
- 所属団体や流派の垣根を超えた女流落語家ユニット「落語ガールズ」立ち上げの中心メンバー[4]。
- 浅草演芸ホール8月中席で毎年行われる住吉踊り連に所属している。
- 2021年から「ものまねフウコりん」の芸名でものまね芸も披露している。
  - レパートリー…山口もえ、芦田愛菜、綾瀬はるか、ファーストサマーウイカ、田中みな実 ほか

## 出演
- 首都圏ネットワーク「落語を通じて伝えたい思い」（NHK総合（首都圏）、2024年5月20日）＊後日全国放送された。
- ラジオ深夜便「インタビュー シングルマザー落語家が真打昇進！」（NHK、2024年7月26日）